# Klabonos

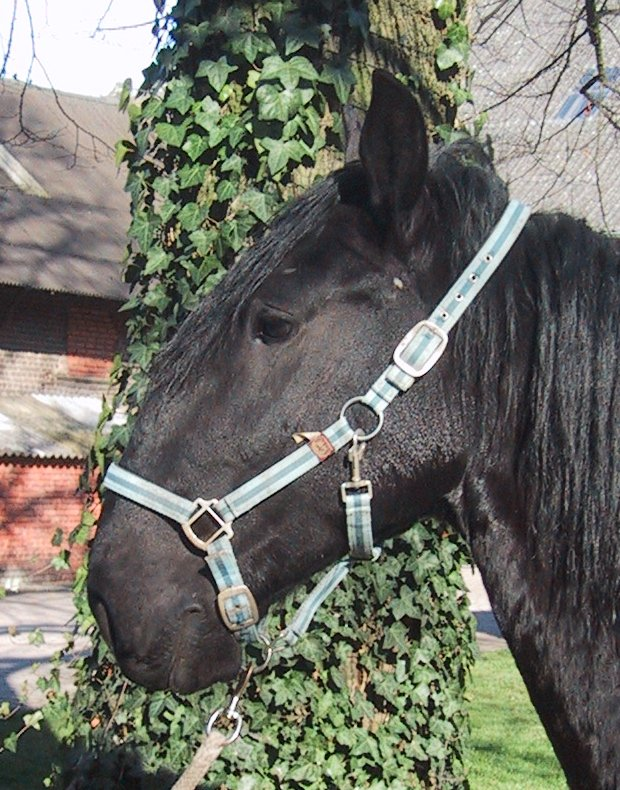
Klabonos starokladrubského vraníka

Klabonos je vyklenutý nos koně, případně i jiného zvířete.

## Popis klabonosu
Některá původem západní plemena koní mají vyklenutý profil, také nazývaný římský nos. U nich se horní linie tlamy, resp. nosního hřbetu odklání od linie čela. Z českých koní jej má takto vyklenutý kladrubský kůň. Tvar hlavy odborníkům napoví původ plemene i jeho čistotu.

## Jiné profily
Mimo koní s klabonosem mají jiná plemena hlavu rovnou, štičí, ovčí, klínovitou, volskou, babskou a poloklabonosou.